# Gangneung Oval
Das Gangneung Oval (koreanisch 강릉 스피드 스케이팅 경기장) ist eine Eissporthalle in der südkoreanischen Stadt Gangneung, Provinz Gangwon-do.

## Geschichte
An der Ostküste von Südkorea am Japanischen Meer gelegen ist die Halle ca. 60 km Luftlinie von Pyeongchang entfernt. Sie war Austragungsort der Wettkämpfe im Eisschnelllauf der Olympischen Winterspiele 2018. Ebenfalls in Gangneung fanden die Wettbewerbe im Curling, Eishockey, Eiskunstlauf und Shorttrack statt.
Ursprünglich sollte die Halle im Gangneung Science Park entstehen. Aus Platzgründen und durch Widerstand des anliegenden Gewerbes musste ein anderer Ort gefunden werden. Der endgültige Standort ist in der Nähe der Gangneung-Eishalle und des Gangneung Hockey Center. Der Bau, der 126 Mrd. KRW (etwa 97 Mio. Euro) gekostet hat, begann im September 2013.
Die Halle hat eine 400 Meter lange Eisschnelllaufbahn sowie Platz für 8.000 Zuschauer. Sie wurde im Februar 2017 mit den Eisschnelllauf-Einzelstreckenweltmeisterschaften eröffnet.

## Bahnrekorde

### Frauen
| Strecke      | Athletin                                | Zeit    | Datum            | Wettkampf                                             |
| ------------ | --------------------------------------- | ------- | ---------------- | ----------------------------------------------------- |
| 0500 m       | Nao Kodaira                             | 0 36,94 | 18. Februar 2018 | Olympische Winterspiele 2018                          |
| 1000 m       | Jorien ter Mors                         | 1:13,56 | 14. Februar 2018 | Olympische Winterspiele 2018                          |
| 1500 m       | Heather Bergsma                         | 1:54,08 | 12. Februar 2017 | Eisschnelllauf-Einzelstreckenweltmeisterschaften 2017 |
| 3000 m       | Ireen Wüst                              | 3:59,05 | 9. Februar 2017  | Eisschnelllauf-Einzelstreckenweltmeisterschaften 2017 |
| 5000 m       | Esmee Visser                            | 6:50,23 | 16. Februar 2018 | Olympische Winterspiele 2018                          |
| Team Pursuit | JapanAyano Satō Miho Takagi Nana Takagi | 2:53,89 | 21. Februar 2018 | Olympische Winterspiele 2018                          |

### Männer
| Strecke      | Athlet                                                          | Zeit     | Datum            | Wettkampf                                             |
| ------------ | --------------------------------------------------------------- | -------- | ---------------- | ----------------------------------------------------- |
| 0500 m       | Håvard Holmefjord Lorentzen                                     | 0 34,41  | 19. Februar 2018 | Olympische Winterspiele 2018                          |
| 01000 m      | Kjeld Nuis                                                      | 1:07,95  | 23. Februar 2018 | Olympische Winterspiele 2018                          |
| 01500 m      | Kjeld Nuis                                                      | 1:44,01  | 13. Februar 2018 | Olympische Winterspiele 2018                          |
| 03000 m      | Sven Kramer                                                     | 3:38,64  | 5. Februar 2018  | Testwettkampf                                         |
| 05000 m      | Sven Kramer                                                     | 6:06,82  | 9. Februar 2017  | Eisschnelllauf-Einzelstreckenweltmeisterschaften 2017 |
| 10.000 m     | Sven Kramer                                                     | 12:38,89 | 11. Februar 2017 | Eisschnelllauf-Einzelstreckenweltmeisterschaften 2017 |
| Team Pursuit | NorwegenHåvard Bøkko Simen Spieler Nilsen Sverre Lunde Pedersen | 3:37,08  | 21. Februar 2018 | Olympische Winterspiele 2018                          |